# In Motion (dal)
Az In Motion hide japán gitáros és énekes tizenkettedik szóló kislemeze. 2002. július 10-én jelent meg, az előadó halálát követően. 4. helyezett volt az Oricon slágerlistáján.

## Számlista
Az összes szám szerzője hide. 
| #  | Cím                                                      | Hossz |
| -- | -------------------------------------------------------- | ----- |
| 1. | In Motion                                                | 4:58  |
| 2. | Flame (Psyence Faction Version) (Remixelte: I.N.A.)      | 6:59  |
| 3. | Pose (Mixed LEMONed Jelly Mix Ver.9) (Remixelte: I.N.A.) | 6:19  |
| 4. | In Motion (Voiceless Version)                            | 4:57  |